# Unsuk Chin
Unsuk Chin (진은숙, tɕin ɯn.suk; Seul, 14 luglio 1961) è una compositrice sudcoreana di musica classica, che vive e lavora a Berlino, in Germania.
Iniziò la sua avventura con la musica in giovane età, insegnando a suonare pianoforte e teoria musicale. Ricevette il Grawemeyer Award nel 2004, il Premio Arnold Schönberg nel 2005, il Premio per la composizione musicale della Fondazione Prince Pierre nel 2010, il Premio Ho-Am nelle arti 2012, il Premio Wihuri Sibelius nel 2017, il Premio Marie-Josée Kravis per Musica Nuova della New York Philharmonic nel 2018 e il Premio Bach nel 2019.

## Biografia
Unsuk Chin è nata a Seul, in Corea del Sud. Ha studiato composizione con Sukhi Kang all'Università Nazionale di Seul e ha vinto diversi premi internazionali all'inizio dei suoi vent'anni. Nel 1985 Chin vince la Gaudeamus Foundation con sede ad Amsterdam, con il suo brano musicale "Spektra for three celli", creato per la sua tesi di laurea. Riceve anche una borsa di studio per studiare in Germania e si trasferisce in Germania lo stesso anno. Ha studiato con György Ligeti alla Hochschule für Musik und Theater Hamburg dal 1985 al 1988.
Nel 1988 Unsuk Chin lavora come compositrice freelance presso lo studio di musica elettronica dell'Università tecnica di Berlino, realizzando sette opere: il suo primo pezzo elettronico è Gradus ad Infinitum, composto nel 1989. Il suo primo grande pezzo orchestrale, Troerinnen (1986) per voci femminili, fu premiato dall'Orchestra Filarmonica di Bergen nel 1990. Nel 1991 il suo lavoro innovativo Acrostic Wordplay fu presentato in anteprima dal Nieuw Ensemble. Da allora è stato presentato in più di 20 paesi in Europa, Asia e Nord America. La collaborazione della Chin con l'Ensemble Intercontemporain, che ha portato a diverse commissioni da parte loro, iniziò nel 1994 con Fantaisie mecanique. Dal 1995 Unsuk Chin è stata pubblicata in esclusiva da Boosey & Hawkes. Nel 1999 la Chin ha iniziato una collaborazione artistica con Kent Nagano, che ha presentato in anteprima sei dei suoi lavori.
Il concerto per violino della Chin, per il quale è stato insignita del Grawemeyer Award 2004 per la composizione musicale all'Università di Louisville nel 2004, fu eseguito in anteprima nel 2002 da Viviane Hagner. Da allora è stato messo in cartellone in 14 paesi in Europa, Asia e Nord America ed è stato eseguito, tra gli altri, da Christian Tetzlaff con la Berliner Philharmoniker diretta da Simon Rattle nel 2005.
I lavori di Unsuk Chin sono stati eseguiti da: Berliner Philharmoniker, New York Philharmonic Orchestra, BBC Symphony Orchestra, Chicago Symphony Orchestra, London Philharmonic Orchestra, Los Angeles Philharmonic Orchestra, Boston Symphony Orchestra, Deutsches Symphonie-Orchester Berlin, Philharmonia Orchestra, Orchestra Sinfonica di Tokyo, Orchestre Philharmonique de Radio France, Filarmonica di Oslo, City of Birmingham Symphony Orchestra, Orchestre symphonique de Montréal, NDR Elbphilharmonie Orchester, Orchestra sinfonica della radio finlandese, Radio Filharmonisch Orkest, Ensemble intercontemporain, Ensemble Modern, Kronos Quartet, Hilliard Ensemble, Klangforum Wien, Arditti Quartet, London Sinfonietta e Ensemble musikFabrik e diretti da: Kent Nagano, Simon Rattle, Alan Gilbert, Gustavo Dudamel, Myung-Whun Chung, Esa-Pekka Salonen, Neeme Järvi, Peter Eötvös, David Robertson e George Benjamin.
La musica della Chin è stata messa in luce al Festival di Lucerna 2014, al Festival Musica di Strasburgo, al Suntory Summer Festival, al Tonsätterfestival della Stockholm Concert Hall di Stoccolma e al Settembre Musica in Italia. Nel 2001/2002 Unsuk Chin è stata nominata compositore in residenza alla Deutsches Symphonie Orchester di Berlino; dal 2006 ha ricoperto l'incarico di compositore in residenza e direttore artistico dell'Orchestra Filarmonica di Seul della sua serie di musica contemporanea, che ha fondato lei stessa su invito del direttore principale dell'orchestra Myung-Whun Chung e in cui fino ad oggi 200 sono state presentate anteprime coreane di opere centrali della musica classica moderna e contemporanea, tra cui opere commissionate da Peter Eötvös, Pascal Dusapin, Tristan Murail, York Höller, Jukka Tiensuu, Ivan Fedele e Anders Hillborg. Nel 2016 la Chin è stata nominata consulente artistico dell'Orchestra Filarmonica di Seul. Dal 2011 ha supervisionato la serie Music of Today della Philharmonia Orchestra con sede a Londra, su invito del suo direttore principale Esa-Pekka Salonen.

## Premi e riconoscimenti
| Anno | Premio |
| ---- | --- |
| 1984 | Tribuna Internazionale dei Compositori per il lavoro di musica da camera Gestalten                                                        |
| 1985 | Primo premio della Fondazione Gaudeamus per Spektra                                                                                       |
| 1993 | Primo premio al Concorso per opere orchestrali per commemorare il Semicentenario del Governo di Tokyo                                     |
| 1997 | Primo Premio per la musica contemporanea di pianoforte al Concorso Internazionale di Piano d'Orléans, per gli Studi di pianoforte nn. 2-4 |
| 1999 | Primo premio al Concorso Internazionale di musica e d'arte sonora elettroacustica di Bourges per Xi                                       |
| 2004 | Grawemeyer Award dell'Università di Louisville per Concerto per violino                                                                   |
| 2005 | Premio Arnold Schönberg |
| 2007 | Heidelberger Künstlerinnenpreis |
| 2010 | Premio per la composizione musicale della Fondazione Prince Pierre, per Gougalōn                                                          |
| 2012 | Premio Ho-Am nelle arti |
| 2017 | Premio Wihuri Sibelius |
| 2018 | Premio Marie-Josée Kravis per Musica Nuova                                                                                                |
| 2019 | Premio di Bach della città libera e anseatica di Amburgo                                                                                  |
| 2020 | Premio Roma dell'Accademia Tedesca Roma Villa Massimo                                                                                     |

## Stile
Unsuk Chin non considera la sua musica come appartenente a una specifica cultura. Nomina Béla Bartók, Igor Stravinsky, Claude Debussy, Anton Webern, Iannis Xenakis e György Ligeti, tra gli altri, come compositori del XX secolo di particolare importanza per lei. La Chin considera la sua esperienza lavorativa con la musica elettronica e la sua ossessione per il Gamelan Balinese come importanti per il suo lavoro. Nel suo pezzo orchestrale Miroirs des temps, la Chin ha anche usato concetti compositivi di compositori medievali, come Machaut e Ciconia, impiegando e sviluppando tecniche come i palindromi musicali e il canone inverso.
I testi della musica vocale della Chin sono spesso basati sulla poesia sperimentale e occasionalmente sono auto-referenziali ed impiegano tecniche come acrostici, anagrammi e palindromi, che si riflettono anche nella struttura compositiva.
Di conseguenza Chin ha messo in musica poesie di scrittori come Inger Christensen, Harry Mathews, Gerhard Rühm o Unica Zürn e il titolo di Cantatrix Sopranica deriva da un trattato senza senso di Georges Perec. Tuttavia, a Kalá, la Chin ha anche composto opere con testi meno sperimentali di scrittori come Gunnar Ekelöf, Paavo Haavikko e Arthur Rimbaud, Troerinnen è basato su una tragedia di Euripide e Il silenzio delle Sirene affianca testi di Omero e James Joyce.
Gli aspetti giocosi sono dominanti anche nell'opera Alice in Wonderland, che si basa sul classico di Lewis Carroll. Il libretto dell'opera è stato scritto da David Henry Hwang e la compositrice. La produzione di Monaco, che è stata distribuita in DVD dalla Unitel, è stata diretta da Achim Freyer ed è stata selezionata come "Premiere dell'anno" da un sondaggio di critica internazionale, condotto nel 2007 dalla rivista d'opera tedesca Opernwelt.
Alcune delle opere della Chin sono influenzate da associazioni extramusicali e altri generi artistici, come la sua opera orchestrale Rocaná che allude alle installazioni di Olafur Elíasson, o i suoi lavori per gruppo Graffiti e cosmigimmicks, l'ultimo dei quali è influenzato dall'arte della pantomima e da Samuel Beckett.

## Opere selezionate
| Anno | Titolo                        |
| ---- | ----------------------------- |
| 1993 | Santica Ekatela per orchestra |
| 2008 | Rocaná per orchestra          |
| 2014 | Mannequin per orchestra       |
| 2017 | Chorós Chordón per orchestra  |

| Anno    | Titolo                                             |
| ------- | -------------------------------------------------- |
| 1996–97 | Concerto per piano                                 |
| 2001    | Concerto per violino                               |
| 2002    | Doppio Concerto per piano, percussioni e orchestra |
| 2009–13 | Concerto per violoncello                           |
| 2009    | Concerto per sheng e orchestra                     |
| 2013–14 | Concerto per clarinetto                            |

| Anno    | Titolo                                                                 |
| ------- | ---------------------------------------------------------------------- |
| 1984    | Gestalten per ensemble                                                 |
| 1985    | Spektra per tre violoncelli                                            |
| 1994–97 | Fantaisie mécanique per tromba, trombone, due percussioni e pianoforte |
| 2009–11 | Gougalōn. Scenes from a Street Theater for Ensemble                    |
| 2012    | Cosmigimmicks. A musical pantomime for seven instrumentalists          |
| 2012–13 | Graffiti                                                               |

| Anno | Titolo                                |
| ---- | ------------------------------------- |
| 1995 | Piano Etude No.2 (Sequenzen)          |
| 1995 | Piano Etude No.3 (Scherzo ad libitum) |
| 1995 | Piano Etude No.4 (Scalen)             |
| 1999 | Piano Etude No.1 (in C)               |
| 2000 | Piano Etude No.6 (Grains)             |
| 2003 | Piano Etude No.5 (Toccata)            |

| Anno    | Titolo              |
| ------- | ------------------- |
| 2004–07 | Alice in Wonderland |

| Anno      | Titolo                                                                               |
| --------- | ------------------------------------------------------------------------------------ |
| 1986–1990 | Troerinnen, per 3 soprani, coro femminile e orchestra, basato su Euripides           |
| 1991–93   | Akrostichon-Wortspiel, per soprano e gruppo                                          |
| 1999–2000 | Miroirs des temps, per 4 cantanti e orchestra                                        |
| 2000–01   | Kalá, per soprano, basso, coro misto e orchestra                                     |
| 2004      | SnagS&Snarls per soprano e orchestra                                                 |
| 2004–2011 | Scenes from Alice in Wonderland per soprano, mezzosoprano e orchestra                |
| 2005      | Cantatrix Sopranica per due soprani, controtenore e gruppo                           |
| 2014      | Le silence des Sirènes per soprano e orchestra                                       |
| 2016      | Le Chant des Enfants des Étoiles per coro misto, coro di bambini, organo e orchestra |

| Anno      | Titolo                                                                                      |
| --------- | ------------------------------------------------------------------------------------------- |
| 1989–1990 | Gradus ad Infinitum for 8 pianos per nastro magnetico                                       |
| 1992      | El aliento de la sombra                                                                     |
| 1995      | ParaMetaString per quartetto d'archi ed elettronica                                         |
| 1998      | Xi per orchestra ed elettronica                                                             |
| 1998      | Allegro ma non troppo per percussioni ed elettronica                                        |
| 2000      | Spectres-spéculaires per violino ed elettronica                                             |
| 2006–07   | Double Bind? per violino ed elettronica dal vivo                                            |
| 2010–11   | Fanfare chimérique per due gruppi di fiati distribuiti spazialmente ed elettronica dal vivo |

## CD e DVD
- Unsuk Chin: Akrostichon – Wortspiel and other works. Ensemble Intercontemporain. CD. Deutsche Grammophon, 2005
- Unsuk Chin: Alice in Wonderland. Bayerische Staatsoper, Kent Nagano. DVD. Unitel, 2008
- Unsuk Chin: Rocaná, Violin Concerto. Viviane Hagner, Kent Nagano, Orchestre symphonique de Montréal. CD. Analekta, 2009.
- Unsuk Chin: Xi and other works. (reissue of Akrostichon-Wortspiel CD). Ensemble Intercontemporain. CD. Kairos, 2011.
- Unsuk Chin: Three Concertos. Myung-Whun Chung, Alban Gerhardt, Sunwook Kim, Wu Wei, Seoul Philharmonic Orchestra. CD. Deutsche Grammophon, 2014

## Altre registrazioni selezionate
- Spektra für drei Celli. In: Ladder of Escape 6. Taco Kooistra, Viola de Hoog, Eduard van Regteren Altena. CD. ATTACCA, 1992
- Allegro ma non troppo. In: Fifty Years Studio TU Berlin. EMF Media, DVD 054, 2008
- Cantatrix Sopranica. In: Sprechgesänge – Speech Songs. musikFabrik, Stefan Asbury. CD. Wergo, 2010.
- cosmigimmicks. In: "Dokumentation Wittener Tage für neue Kammermusik 2013". Celso Antunes, Nieuw Ensemble. CD. WDR, 2013
- Fantaisie mécanique. In: "Euclidian Abyss". Vimbayi Kaziboni, Internationale Ensemble Modern Akademie. CD. Ensemble Modern Records, 2013
- Gougalōn. In: "Contact! 2012–13 season". Alan Gilbert, New York Philharmonic Orchestra. Mp3-CD. New York Philharmonic Records, 2013
- Six Piano Etudes. Mei Yi Foo. In: Musical Toys. CD. Odradek Records, 2012
- Six Piano Etudes. Yejin Gil. In: "Fulgurances". CD. Solstice, 2013